# Гудиньо Киффер, Эдуардо
Эдуардо Гудиньо Киффер (2 ноября 1935 — 20 сентября 2002) — аргентинский писатель, драматург, сценарист и журналист, переводчик.
Почётный гражданин Буэнос-Айреса.

## Биография
Родился в семье землевладельцев. Учился в военном лицее. Окончил юридический факультет в Университете «Дель – Литораль» в Санта-Фе (Universidad Nacional del Litoral).
Известный журналист. С 1960-х годов занимался журналистикой, с 1965 года, получив стипендию предоставленную французским правительством, несколько лет жил в Париже, где дружил с Хулио Кортазаром. В 1967 году с отличием окончил Национальный фонд искусств Аргентины. В конце 1960-х годов поселился в Буэнос-Айресе .
Был членом жюри многих литературных конкурсов. В 1993 году — директор Национального фонда искусств Аргентины.

## Творчество
Представитель поколения 1960-х годов в латиноамериканской литературе. Как прозаик — представитель «борхесовского» направления.
Автор десятка романов и десятка сборников малой прозы, эссе, рассказов, сценариев, детских книг. Главной темой его произведений был Буэнос-Айрес.
Его перу принадлежит несколько фантастических произведений (хотя фантастику он скорее пародировал). На русский язык в 1981 году был переведен фантастический рассказ «Советы Себастьяну, пожелавшему купить себе зеркало».
Книги Э. Г. Киффера переведены на многие языки (английский, французский, португальский, голландский, польский, греческий, итальянский, венгерский и др.).
Занимался переводами с французского на испанский язык.

## Избранная библиография
Романы
- Para comerte mejor (1968)
- Guía de pecadores (1972)
- La hora de María y el pájaro de oro (1975)
- Será por eso que la quiero tanto (1975)
- Medias negras, peluca rubia (1979)
- ¿Somos? (1982),
- Magia blanca (1986)
- Kerkya, Kerkyra (1988),
- Bajo amor en alta mar (1994)
- El príncipe de los lirios (1995).

Сборники малой прозы
- Fabulario (1960)
- Ta te tías y otros cuentos (1980)
- Jaque a Pa y Ma (1982)
- No son tan Buenos tus Aires (1982)
- Un ángel en patitas (1984)
- Buenos Aires por arte de magia (1986)
- Historia y cuentos del alfabeto (1987)
- Angeles buscando infancia (1987)
- Nombres de mujer (1988),
- Malas malísimas (1998)
- Diez fantasmas de Buenos Aires (1998)

Эссе
- Carta abierta a Buenos Aires violento (1970)
- Manual para nativos pensantes (1985)
- A Buenos Aires (1986)
- El peinetón (1986)

Сценарии
- Vení conmigo (1972)
- La hora de María y el pájaro de oro (1975)
- Desde el abismo (1980)
- ¿Somos? (1982).

## Награды
- Премия Affinités por cuento, 1957.
- Faja de Honor SADE (Премия Аргентинского общества писателей)
- Серебряное перо ПЕН-клуба PEN
- Премия «Конекс» — диплом за заслуги 1984 года.
- Литературная премия Греческого института культуры, 1988 год
- Первая муниципальная премия, 1998 год
- Премия Эстебана Эчеверри, 1999 год и другие.
- Почётный гражданин Буэнос-Айреса.